# Davina Schmid
Davina Schmid (* 30. September 1994) ist eine deutsche Schauspielerin. Nach einigen Rollen als Kinderdarstellerin wurde sie 2010 in der Rolle der Linda Turn in der Literaturverfilmung Hanni & Nanni bekannt.

## Filmografie
- 2004: Alles in Ordnung (Kurzfilm)
- 2004: Tatort: Märchenwald (Fernsehfilm)
- 2005: Zwei gegen zwei (Fernsehfilm)
- 2010: Hanni & Nanni
- 2011: Adel Dich (Fernsehfilm)